# 懷特薩爾弗斯普林斯 (喬治亞州梅里韋瑟縣)
懷特薩爾弗斯普林斯（英語：White Sulphur Springs）是位於美國喬治亞州梅里韋瑟縣的一個非建制地區。該地的面積和人口皆未知。

## 地理
懷特薩爾弗斯普林斯的座標為32°54′28″N 84°48′12″W / 32.90778°N 84.80333°W，而該地的平均海拔高度為238米（即781英尺）。